# Аарон Мокоена
Аарон Мокоена (англ. Aaron Mokoena, *25 листопада 1980, Боіпейтонг) — південноафриканський футболіст, захисник «Портсмута» та  національної збірної ПАР.

## Клубна кар'єра
Аарон Мокоена народився в передмісті Йоганесбурга, виступав за місцеві команди своєї провінції, а згодом його запросили до відомого в Південній Африці клубу «Джомо Космос», в якому він себе дуже вдало зарекомендував.
Тому, згодом, він отримав запрошення виступати в командах Європи, й перейшов до фарм-клубу леверкузенського «Байєра», а звідти до «кузні молодих талантів» — голландського «Аяксу». Але Аарону не вдалося закріпитися в основі колективу, через те, він провів ще два роки оренди в бельгійській лізі, виступаючи за «Жерміналь Беєрсхот», а згодом Аарон підписав контракт з грандом бельгійського футболу «Генком». 
Саме гра його в Бельгії приглянулася англійським скаутам, як наслідок, Мокоена перебрався в «Блекберн Роверз» й став повноцінним гравцем основи клубу, провівши понад 100 матчів за цю команду. 
А в 2009 році він спокусився на запрошення від  «Портсмута», але ця його команда виступила дуже невдало й вибула з Прем'єр ліги. 
Учасник фінальної частини 19-го Чемпіонату світу з футболу 2010 в Південно-Африканській Республіці та капітан команди під час цього турніру.

## Титули і досягнення
- Срібний призер Кубка африканських націй: 1998